# César for bedste original manuskript
César for bedste original manuskript blev første gang uddelt i perioden fra 1983 – 1985. Uddelingen blev herefter genoptaget i 2006 og er blevet uddelt siden

## Uddelinger
| År   | Film                       | Manuskriptforfatter(e)                                                  |
| ---- | -------------------------- | ----------------------------------------------------------------------- |
| 2011 | Le Nom des gens            | Baya Kasmi, Michel Leclerc                                              |
| 2010 | Un prophète                | Jacques Audiard, Thomas Bidegain, Abdel Raouf Dafri, Nicolas Peufaillit |
| 2009 | Séraphine                  | Marc Abdelnour, Martin Provost                                          |
| 2008 | La Graine et le mulet      | Abdellatif Kechiche                                                     |
| 2007 | Indigènes                  | Rachid Bouchareb, Olivier Lorelle                                       |
| 2006 | Va, vis et deviens         | Alain-Michel Blanc, Radu Mihaileanu                                     |
| 1985 | Notre histoire             | Bertrand Blier                                                          |
| 1984 | L'Homme blessé             | Patrice Chéreau, Hervé Guibert                                          |
| 1983 | Le Retour de Martin Guerre | Jean-Claude Carrière, Daniel Vigne                                      |